# Ancienne tour de Galata
L'ancienne tour de Galata (Megalos Pyrgos, en grec, littéralement « grande tour ») est une tour qui se trouvait sur le côté nord de la Corne d'Or à Constantinople, à l'intérieur de la citadelle de Galata. La tour marquait la fin au nord de la grande chaine, qui était tendue au-dessus de l'embouchure de la Corne d'Or pour empêcher les navires ennemis de pénétrer dans le port. La tour contenait la machinerie pour élever et abaisser la chaine. Cet édifice ne doit pas être confondu avec l'actuelle tour de Galata construite par les Génois en 1348, sur un autre site, au nord et au plus haut point de la citadelle de Galata.

## Histoire
La tour a été en grande partie détruite par les Croisés au cours du sac de Constantinople en 1204, une partie de la quatrième croisade, en leur permettant d'entrer dans le port et d'attaquer la ville par la mer, où les murs étaient plus faciles à escalader. Les Génois nommèrent la nouvelle tour Christea Turris (Tour du Christ).